# Stripped (Rolling Stones-album)
 For alternative betydninger, se Stripped. (Se også artikler, som begynder med Stripped)
Stripped er et livealbum fra The Rolling Stones, og det blev udgivet i 1995. Det blev optaget mens de var på deres Voodoo Lounge Tour til fordel for deres album Voodoo Lounge. Stripped udmærkede sig blandt bandets øvrige liveudgivelser ved at indeholde en blanding af numre fra små klubscener til live indspilninger i studiet, og indeholdte både kendte og mindre kendte numre fra tidligere album.
Studieindspilningerne blev optaget over to omgange. Først mellem den 3. – 5. marts i Tokyo og den 23. – 26. juli i Lissabon. Liveindspilningerne var fra Olympia Theatre i Paris, og fra Paradiso Club i Amsterdam. 
Indspilningerne præges af en uformel og afslappet atmosfære, og med stort indslag fra akustiske instrumenter. Cd'en indeholder bonusmateriale med blandt andet videooptagelser af "Shattered" og ”Tumbling Dice”, samt en alternativ version af Bob Dylans klassiker ”Like A Rolling Stones”. Der er også interviews fra Mick Jagger, Keith Richards, Ron Wood og Charlie Watts.  
Det blev udgivet i 1995 som deres andet album sammen med Virgin Records, og Stripped blev godt modtaget med den afslappethed og naturlighed den havde. Den fik en niendeplads på hitlisterne i både England og USA, hvor den solgte platin. Singlen "Like a Rolling Stone" blev nummer 12 i England, og et radiohit i USA. Den blev efterfulgt af ”Wild Horses” i 1996.

## Spor
- Alle sangene er skrevet af Mick Jagger og Keith Richards undtaget hvor andet er påført.

1. "Street Fighting Man" – 3:41 
  -  Optaget live i Amsterdam den 26. maj 1995.
2. "Like a Rolling Stone" (Bob Dylan) – 5:39
3. "Not Fade Away" (Norman Petty/Charles Hardin) – 3:06
4. "Shine a Light" – 4:38
5. "The Spider and the Fly" (Nanker Phelge) – 3:29
6. "I'm Free" – 3:13
7. "Wild Horses" – 5:09
8. "Let It Bleed" – 4:15
9. "Dead Flowers" – 4:13 
  -  Numrene 2 og 9 blev optaget live i London den 19. juli 1995.
10. "Slipping Away" – 4:55
11. "Angie" – 3:29 
  -  Numrene 4, 8 og 11 blev optaget live i Paris den 3. juli 1995.
12. "Love in Vain" (Trad. Arr. Mick Jagger/Keith Richards) – 5:31
13. "Sweet Virginia" – 4:16 
  -  Numrene 3, 6 og 13 er optaget live i studiet i Lissabon fra 23 – 26. juli 1995.
14. "Little Baby" (Willie Dixon) – 4:00 
  -  Numrene 5, 7, 10, 12 og 14 er optaget live i studiet i Tokyo fra 3 – 5. marts 1995.
15. "Black Limousine" – 3:34 
  -  Ektra nummer kun i Japan.